# Taxila

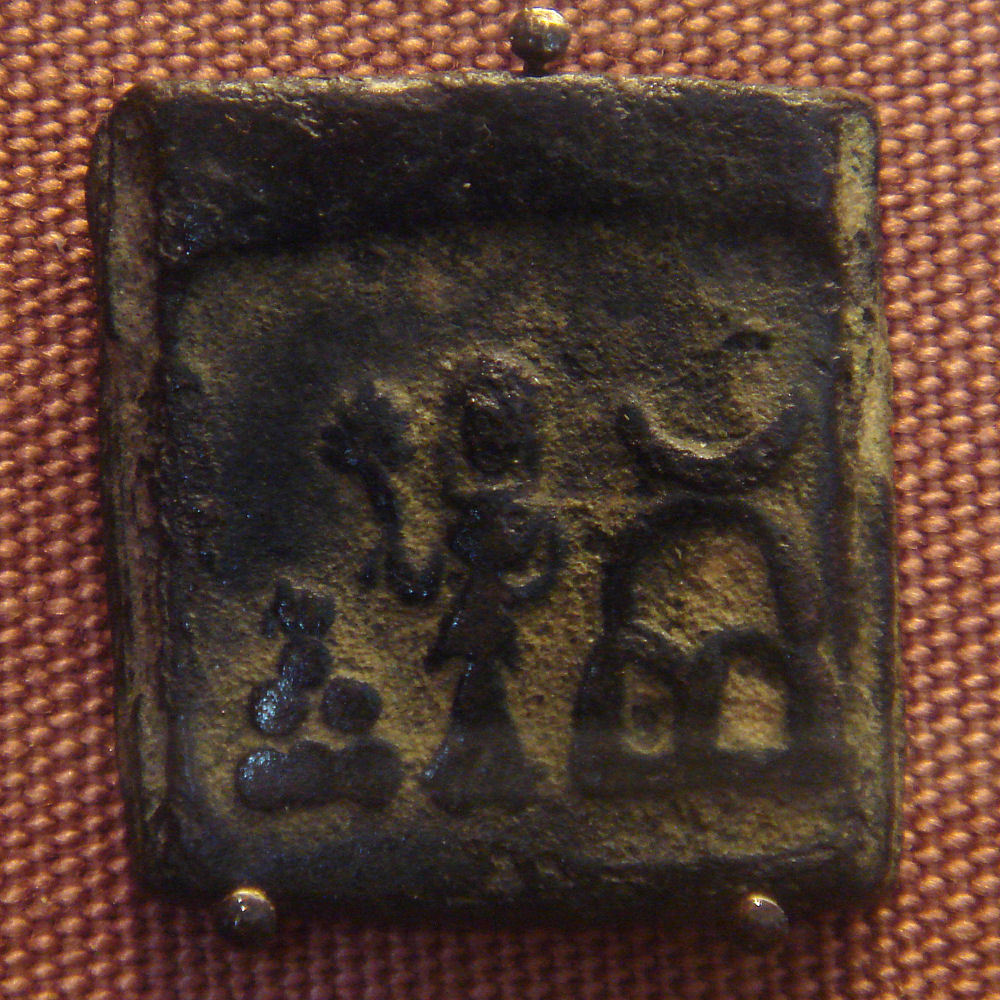
Mince nalezená v Taxile, 2. století př. n. l. (Britské muzeum)

Taxila neboli Takšašila (řecky Τάξιλα, gandhársky 𐨟𐨐𐨿𐨮𐨭𐨁𐨫 (takṣaśila), v sanskrtu तक्षशिला Takṣaśilā, v páli: Takkasilā či Takkhasilā, urdsky ٹیکسلا‎) je důležitá archeologická lokalita v Pákistánu, kde se nachází pozůstatky stejnojmenného gandhárského města. Od 6. století př. n. l. až do 5. století zde bylo důležité centrum hinduistické a buddhistické vzdělanosti. V roce 1980 byla tato lokalita přiřazena ke světovému dědictví.
Z historického hlediska ležela Taxila na křižovatce tří obchodních tras: královské stezky z Pátaliputry, severozápadní stezky skrze Baktrii, Kápis a Puškalávatí (dnešní Péšávar) a stezky přes Kašmír a centrální Asii, dále Šrínagar, Mánsehru a údolí Hanipuru k horskému pásu Khunjerab a hedvábné stezce. Vzdělávali se zde jedni z největších učenců své doby jako např. Čánakja apod.

## Dějin
Podle legendy založil Taxilu král Takša, který měla vládnout starověkému indickému království Takša khanda. Podle Ramajány byl Takša syn Bháraty a Mandáví. Název města pochází ze sanskrtu a doslova znamená „Takšova skála“. Taxila je pořečtěná forma původního názvu.
Podle tradice byla v Taxile poprvé recitována Mahábhárata.
Okolo roku 518 př. n. l. perský král Dareios veliký začlenil území dnešního Pákistánu i s Taxilou do Achaimenovské říše, jíž byl tehdy králem. Území s Taxilou pak dalo základ samostatné, stejnojmenné satrapie. V průběhu 4. století př. n. l. se Taxila stala součástí říše Maurjů. Během doby vlády Čandraguptova vnuka krále Ašóky se Taxila stala velkým centrem především buddhistické vzdělanosti. Kolem roku 180 př. n. l. baktrijský král Démétrios I. dobyl četná indická území včetně Takšaíly a nedaleko ní postavil nové hlavní město své říše. Okolo roku 25 dobyl Taxilu indo-parthský král Gondophares, který z ní učinil hlavní město svého království. V dalších letech Taxila dále vzkvétala, zejména co se týče védského a buddhistického učení. Úpadek nastal až v 5. století, kdy celou gandhárskou oblast včetně Taxily dobyli Hepthalité, kteří odmítli přijmout buddhismus, následkem čehož Taxila začala rychle upadat.

## Starověké centrum učenosti
Taxila byla přinejmenším od 5. století př. n. l. centrum učenosti. Existují však jisté neshody o tom, zda lze považovat Taxilu za universitu. Zatímco někteří považují Taxilu za starověkou universitu či centrum vyššího vzdělání, jiní nepovažují Taxilu za universitu v moderním smyslu, zejména pak v kontrastu k Nálandě. Taxila je pak podrobně popisována ve šrí lanských džátakách z doby okolo 5. století.
Byli zde soustředěni buddhističtí i hinduističtí vzdělanci své doby. Mezi nejznámější učitele, kteří zde působili, patří například Čánakja, dlouholetý rádce Čandragupta Maurjy, jemuž pomohl vytvořit z Maurijské říše velmoc zabírající takřka celý Indický subkontinent. Měla to být právě Taxila, kde měl Čánakja sepsat své dílo Arthašástra, které jako jedno z vůbec prvních pojednává o správě státu. Kromě samotného Čánakjy a Čandragupty Maurjy zde studoval např. Čaraka, známý indický lékař.

## Archeologické nálezy
O znovuobjevení Taxily se mimo jiné zasloužil britský archeolog John Marshall, který po dvacet let vedl v polovině 20. století v oblasti archeologické vykopávky. V současnosti je Taxila jednou z tehsil. V Taxile se nachází muzeum se sbírkou gandhárských památek, především gandhárského umění.